# Eudaemonia argus
Eudaemonia argus este o specie de molie din familia Saturniidae. Este întâlnită în Africa, incluzând Gabon, Nigeria, Coasta de Fildeș, Togo, Guinea și Benin. 